# لیلی عاج
لیلی عاج (زادهٔ ۱۳۵۷) نویسنده، کارگردان و فیلم‌نامه‌نویس اهل ایران است. وی برای کارگردانی و نویسندگی سرهنگ ثریا (۱۴۰۱) که نخستین اثر سینمایی خود بود، موفق به دریافت دیپلم افتخار و سیمرغ بلورین گوهرشاد در چهل و یکمین دوره جشنواره بین‌المللی فیلم فجر شد.

## حرفه

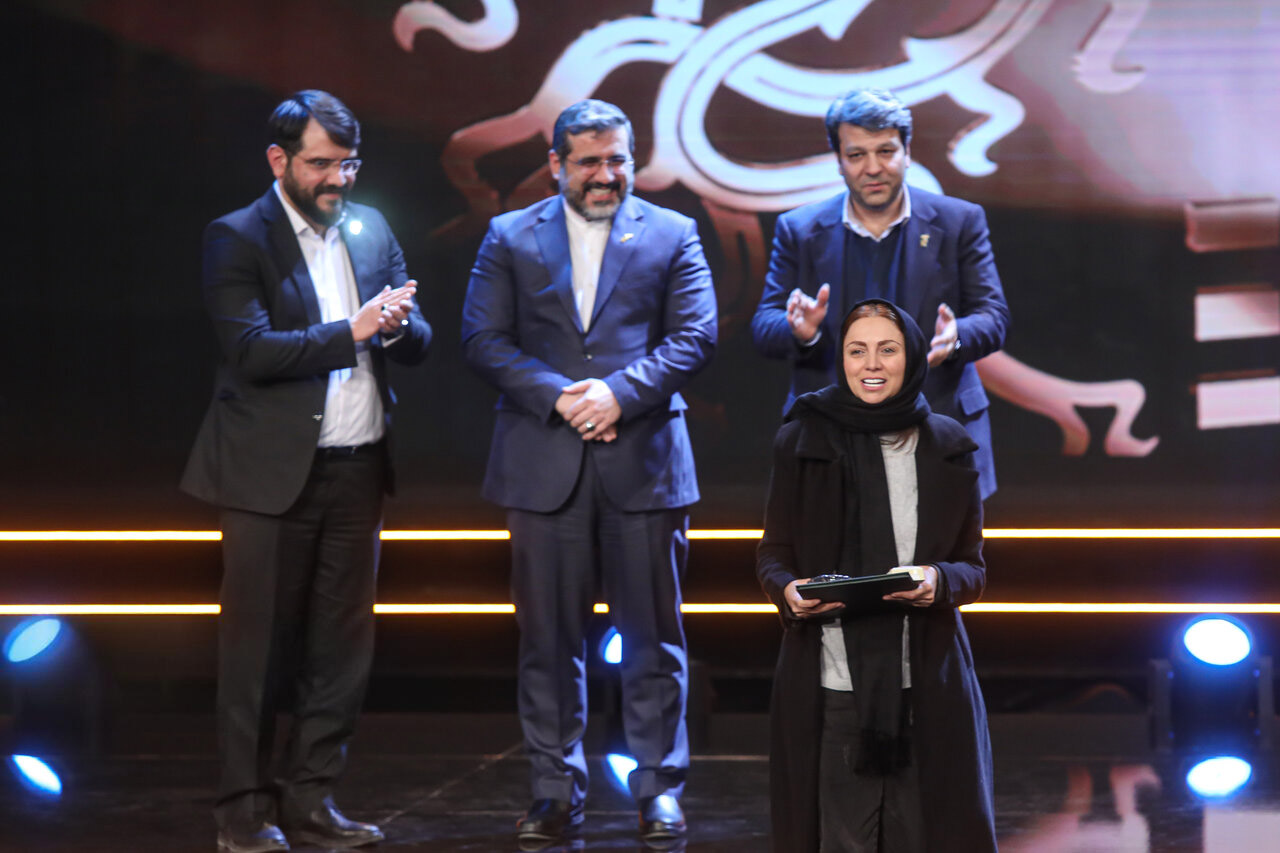
اهدای جایزه ویژه سیمرغ بلورین گوهرشاد توسط وزیر فرهنگ و ارشاد اسلامی به لیلی عاج برای فیلم سرهنگ ثریا در چهل و یکمین دوره جشنواره بین‌المللی فیلم فجر، ۲۲ بهمن ۱۴۰۱

لیلی عاج در تئاتر تجربه کارگردانی نمایش‌های متعددی همچون کجایی ابراهیم، که در سی و نهمین جشنواره تئاتر فجر حضور داشت، خواب زمستانی، قند خون، بابا آدم و کمیته نان را داشته‌است. او در نمایش قند خون به زندگی کارگران بیکار شده کارخانه قند ورامین پرداخته و در نمایش کمیته نان، روایتگر زندگی کولبران بوده‌است. در سی و هفتمین جشنواره بین‌المللی تئاتر فجر لیلی عاج برای نمایشنامه سالی که دو بار پاییز شد رتبه اول را در بخش «مسابقه نمایشنامه‌نویسی» کسب و جایزه بهترین متن دریافت کرد.
وی نخستین فیلم بلند خود را به عنوان کارگردان و فیلم‌نامه‌نویس با سرهنگ ثریا جلوی دوربین برده‌است. این فیلم در چهل و یکمین دوره جشنواره بین‌المللی فیلم فجر انتخاب و نمایش داده شد. در این جشنواره لیلی عاج برای فیلم سرهنگ ثریا موفق به دریافت «دیپلم افتخار بهترین کارگردانی فیلم اول» شد و سپس محمدمهدی اسماعیلی وزیر فرهنگ و ارشاد اسلامی، جایزه ویژه خودش را در خصوص «تکریم فیلمسازان زن» و با عنوان «سیمرغ بلورین گوهرشاد» به لیلی عاج برای فیلم سرهنگ ثریا اهدا کرد. در هفدهمین جشنواره بین‌المللی فیلم مقاومت، عاج برای کارگردانی سرهنگ ثریا نامزد «بهترین کارگردانی» در بخش فیلم‌های بلند شد که نتوانست آن را به دست بیاورد. در آخر اما «جایزه ویژه هیئت داوران» این جشنواره به لیلی عاج برای کارگردانی سرهنگ ثریا اهدا شد.
فیلم بعدی وی همسایه حسین نام دارد. به گفته عاج، کار پژوهش و نگارش نهایی این پروژه آخر تابستان ۱۴۰۲ به پایان خواهد رسید.

## کتاب‌ها
- شیرین رضاییان, ویراستار (۱۳۹۹). کتاب بابا آدم صادره از…. ج. شومیز. انتشارات نمایش. صص. ۱۰۰. شابک ۹۷۸-۶۲۲۶۶۶۶۸۷۹.

## زندگی شخصی
لیلی عاج در سال ۱۳۷۶ هنرجوی انجمن سینمای جوانان ایران در تهران بود. در آن دوران یک فیلم ۱۶ میلیمتری و چند فیلم کوتاه نیز تا سال ۱۳۸۱ تولید کرده‌است. والدین او اهل شهرستان گیلانغرب هستند.

## جوایز و نامزدی‌ها
| سال  | عنوان                  | جشنواره                       | بخش                                  | جایزه                  | نتیجه    | منابع                       |
| ---- | ---------------------- | ----------------------------- | ------------------------------------ | ---------------------- | -------- | --------------------------- |
| ۱۳۹۷ | سالی که دوبار پاییز شد | جشنواره تئاتر فجر             | مسابقه نمایشنامه‌نویسی                | بهترین متن             | اول      | [ ۷ ] [ ۶ ] [ ۵ ]           |
| ۱۴۰۱ | سرهنگ ثریا             | جشنواره فیلم فجر              | بهترین کارگردانی فیلم اول            | دیپلم افتخار           | پیروز    | [ ۱۸ ] [ ۱۶ ]               |
| ۱۴۰۱ | سرهنگ ثریا             | جشنواره فیلم فجر              | جایزه ویژه وزیر فرهنگ و ارشاد اسلامی | سیمرغ بلورین گوهرشاد   | پیروز    | [ ۱۸ ] [ ۱۷ ] [ ۱۹ ] [ ۲۰ ] |
| ۱۴۰۱ | سرهنگ ثریا             | جشنواره بین‌المللی فیلم مقاومت | فیلم‌های بلند                         | بهترین کارگردانی       | نامزدشده | [ ۲۱ ]                      |
| ۱۴۰۱ | سرهنگ ثریا             | جشنواره بین‌المللی فیلم مقاومت | فیلم‌های بلند                         | جایزه ویژه هیئت داوران | پیروز    | [ ۲۱ ] [ ۲۲ ]               |